# Reichenbachita
La reichenbachita és un mineral de la classe dels fosfats. Rep el nom de Reichenbach, a Alemanya, la localitat on va ser descoberta.

## Característiques
La reichenbachita és un fosfat de fórmula química Cu₅(PO₄)₂(OH)₄. Va ser aprovada com a espècie vàlida per l'Associació Mineralògica Internacional l'any 1985. Cristal·litza en el sistema monoclínic. La seva duresa a l'escala de Mohs és 3,5. És una espècie mineral polimorfa de la ludjibaïta i la pseudomalaquita.
Segons la classificació de Nickel-Strunz, la reichenbachita pertany a «08.BD - Fosfats, etc. amb anions addicionals, sense H₂O, només amb cations de mida mitjana, (OH, etc.):RO₄ = 2:1» juntament amb els següents minerals: cornwallita, pseudomalaquita, arsenoclasita, gatehouseïta, parwelita, reppiaïta, ludjibaïta i cornubita.

## Formació i jaciments
Va ser descoberta a Borstein, a la localitat alemanya de Reichenbach, a Odenwald, a l'estat de Hessen. Ha estat descrita també en altres indrets del mateix país que la seva localitat tipus, així com a la República Txeca, Anglaterra, França, Espanya, Portugal, Eslovàquia, els Estats Units, Austràlia, Sud-àfrica i a la República Democràtica del Congo.